# MIM-3 Nike Ajax
Tên lửa phòng không của Lục quân Mỹ Nike Ajax là loại tên lửa phòng không có điều khiển đầu tiên đi vào hoạt động, vào năm 1954. Nike Ajax được thiết kế để đánh chặn các máy bay ném bom bay ở tốc độ dưới âm trên độ cao hơn 50.000 foot (15 km). Nike ban đầu được triển khai để tạo khả năng phòng thủ của Mỹ trước các đợt tấn công của máy bay ném bom Liên Xô, và về sau được triển khai cả ở các căn cứ của Mỹ tại nước ngoài, cũng như được bán cho các nước đồng minh. Một vài bệ phóng tên lửa vẫn còn được sử dụng cho đến tận những năm 1970.
Các phát triển trong công nghệ trong những năm 1950 đã nhanh chóng làm cho tên lửa MIM-3 trở nên lỗi thời. Nó không còn khả năng để phòng thủ trước các đợt tấn công của một đội hình máy bay ném bom lớn, đồng thời tên lửa Ajax chỉ có một tầm bắn ngắn. Những lo ngại này khiến cho quân đội Mỹ ký hợp đồng phát triển tên lửa MIM-14 Nike Hercules hiện đại hơn với Bell, dù Nike vẫn còn đang trong trang bị, vào năm 1959. Trong quá trình phát triển tên lửa Nike Hercules, các mối lo ngại chính được chuyển dần sang các tên lửa ICBMs, và Hệ thống phòng thủ tên lửa Nike Zeus ra đời nhằm mục đích này. Tất cả các tên lửa phòng không Nike đều được phát triển bởi Phòng thí nghiệm Bell, cùng với những nghiên cứu phát triển ban đầu về hệ thống dẫn đường bằng radar trong Chiến tranh thế giới thứ hai.
Ban đầu tên lửa phòng không mới được đặt tên đơn giản là Nike, sau đó được đặt thêm cái tên Ajax vào năm 1956 do sự ra đời của Nike Hercules. Tên định danh lúc đầu là SAM-A-7 (Surface-to-air, Army, thiết kế số 7), nhưng sau này được định danh MIM-3 (Tên lửa đánh chặn di động, thiết kế số 3-Mobile Interceptor Missile, design 3) vào năm 1962.
Một phần trong quá trình phát triển tên lửa Nike Ajax là phát triển một động cơ tên lửa nhiên liệu rắn hoàn toàn mới, để làm lực đẩy cho tầng khởi tốc của tên lửa. Nó ban đầu được thiết kế để sử dụng trên tên lửa của Hải quân. Tên lửa Ajax vẫn còn được sử dụng nó cho các mục đích ngoài quân sự, sau khi nó bị loại biên vào những năm 1960.

## Lịch sử

### Bối cảnh ra đời
Pháo phòng không vốn là một vũ khí có tính chính xác không cao, khi đạn pháo tới mục tiêu, chúng sẽ được phân bố ngẫu nhiên trong không gian. Sự phân bố này lớn hơn nhiều so với bán kính sát thương của các quả đạn, vì vậy tỉ lệ để một quả đạn bắn trúng mục tiêu là rất nhỏ. Do đó, để bắn rơi máy bay địch, đòi hỏi phải bắn được càng nhiều đạn càng tốt, tạo ra một lưới lửa, tăng tỉ lệ một viên đạn đơn lẻ bắn "trúng" máy bay địch. Trong cuộc oanh kích Blitz, các pháo thủ của Anh đã bắn tổng tộng 49.044 viên đạn pháo vào tháng 1 năm 1941 đổi lại bắn rơi 12 máy bay địch, tức cần bắn 4.100 viên đạn pháo mới hạ được một máy bay địch. Các pháo thủ người Đức, khi đối đầu với các cuộc oanh kích vào ban ngày đã làm tốt hơn thế, với trung bình 2.800 viên đạn pháo cho việc bắn rơi một chiếc Boeing B-17.
Việc các máy bay ngày càng có tốc độ bay lớn hơn, vượt qua khu vực phòng không nhanh hơn, dẫn đến lượng đạn pháo bắn lên cũng giảm đi đáng kể. Một điều tương tự cũng xảy ra khi máy bay địch bay ở độ cao lớn, dẫn đến cần đạn pháo có cỡ lớn hơn để bay đến được độ cao tương đương, và do đó làm giảm tốc độ bắn. Các máy bay sử dụng động cơ phản lực thông thường có tốc độ gấp đôi và có độ cao lớn hơn tốc độ và độ cao tối đa của máy bay động cơ Piston, khiến cho tỉ lệ pháo phòng không có thể bắn hạ máy bay phản lực giảm xuống còn gần bằng 0. Ngay từ năm 1942, các pháo thủ pháo phòng không flak của Đức đã nhận thức sâu sắc về vấn đề này, người Đức bắt đầu chương trình phát triển tên lửa để thay thế cho pháo phòng không của mình.
Các nước đồng minh phương Tây duy trì ưu thế trên không trong phần lớn thời gian của cuộc chiến và các hệ thống phòng không của họ không gặp phải nhiều áp lực cần nâng cấp. Tuy nhiên, vào giữa cuộc chiến, lục quân Hoa Kỳ đã rút ra kết luận tương tự như người Đức; các mẫu pháo phòng không sẽ dần không còn hữu dụng. Vì vậy, tháng 2 năm 1944, lục quân Mỹ đã gửi cho Lực lượng hậu cần (ASF) yêu cầu cung cấp thông tin về tính khả thi trong việc chế tạo một "ngư lôi tên lửa phòng không cỡ nòng lớn" ("major caliber anti-aircraft rocket torpedo"). ASF kết luận rằng đơn giản là còn quá sớm để biết liệu điều này có khả thi hay không và thay vào đó đề nghị tập trung vào một chương trình phát triển tên lửa chung.
Việc phát xít Đức đưa vào trang bị máy bay tiêm kích phản lực vào năm 1944 dẫn đến việc vào ngày 26 tháng 1 năm 1945, Tổng cục trưởng Lục quân đưa ra yêu cầu phát triển một hệ thống vũ khí tên lửa phòng không có điều khiển. Việc phát triển được giao cho Phòng thí nghiệm Bell, khi đó là công ty hàng đầu thế giới về radar, điều khiển vô tuyến và hệ thống ngắm bắn tự động (xem Hendrik Wade Bode).

### Dự án Nike
Bell bắt đầu công việc với loại tên lửa mới, và Dự án Nike được bắt đầu kể từ ngày 8/2/1945. Nhóm thiết kế của Bell có nhiệm vụ thiết kế tên lửa đánh chặn ở tốc độ 500 mph (800 km/h) hoặc lớn hơn, dài độ cao đánh chặn từ 20.000 đến 60.000 foot (6.100 đến 18.300 m), và có gia tốc thao diễn 3 g tại độ cao 40.000 foot (12.000 m). Bell đưa ra phản hồi vào ngày 14/5/1945 (và đưa ra báo cáo ngày hôm sau) rằng việc phát triển loại tên lửa như vây là có khả thi. Họ báo cáo rằng:
Tên lửa siêu thanh nên được phóng thẳng đứng nhờ lực đẩy của một tầng đẩy tăng lực nhiên liệu rắn-bộ phận này sau đó sẽ được tách ra. Tên lửa sau đó sẽ bay bằng động cơ nhiên liệu lỏng, tên lửa phải được dẫn hướng đến điểm đánh chặn tính toán và được kích nổ bằng lệnh điều khiển từ xa; các lệnh này được truyền bằng các tín hiệu vô tuyến được điều khiển bởi một máy tính trên mặt đất kết hợp với radar có nhiệm vụ theo dõi cả mục tiêu và tên lửa đánh chặn.
Đây không phải là dự án tên lửa duy nhất của Lục quân Hoa Kỳ; Không quân Lục quân Hoa Kỳ cũng bắt đầu nghiên cứu khái niệm Máy bay đánh chặn không người lái phóng từ mặt đất (Ground-to-Air Pilotless Aircraft, hay GAPA), một hệ thống phòng không có tầm hơn lớn hơn một chút, dựa trên thiết kế máy bay không người lái. Bell cũng được mời tham gia phát triển GAPA, tuy nhiên đã từ chối do muốn tập trung vào dự án Nike. Về sau Boeing được trao hợp đồng phát triển GAPA. Điều này dẫn đến một thỏa thuận rằng Không quân Lục quân Mỹ và Cục pháo binh Mỹ sẽ phát triển hai thiết kế tên lửa riêng biệt "có thiết kế dạng máy bay với cánh nâng lớn" như GAPA, hay "cơ bản dựa trên động năng tên lửa" như tên lửa Nike.
Là một phần Hiệp định Key West, nhiệm vụ phát triển GAPA được đảm nhận bởi Không quân Mỹ từ năm 1948, sau khi lực lượng này tách khỏi Không quân Lục quân.

### Lập nhóm thiết kế
Ở phạm vi và tốc độ của máy bay mục tiêu đang được tính đến, tên lửa siêu thanh sẽ phải mất một khoảng thời gian để tiếp cận đến mục tiêu. Do đó tên lửa cần được dẫn đường đến vị trí của máy bay ném bom, để đánh chặn nó. Bell đưa ra một hệ thống gồm hai radar, với một radar dùng để theo dõi mục tiêu, và một radar để theo dõi tên lửa. Máy tính tương tự sẽ tính toán điểm đánh chặn, và gửi lệnh điều khiển cho tên lửa đã được mã hóa thông qua radar thứ 2, và kích nổ đầu đạn bằng lệnh (trái ngược với ngòi nổ cận đích).
Phòng thí nghiệm nghiên cứu đạn đạo (Ballistics Research Laboratory) được giao nhiệm vụ tính toán thiết kế cấu hình đầu đạn nhằm tăng tối đa khả năng tiêu diệt mục tiêu. Sau đó, Picatinny Arsenal sẽ đảm nhận việc sản xuất đầu đạn, và Frankford Arsenal đảm nhận công đoạn chế tạo ngòi nổ. Công ty chế tạo máy bay Douglas sẽ đảm nhận chế tạo cánh và nghiên cứu về khí động học, trong khi Aerojet sẽ chế tạo động cơ nhiên liệu rắng cho tầng đẩy khởi tốc, và công ty chế tạo máy bay Bell sẽ chế tạo các tầng đẩy bên trên của tên lửa nhiên liệu lỏng.
Ban đầu mẫu thiết kế sử dụng một cấu hình với tầng đẩy phía trên bao gồm tám động cơ tên lửa phụ JATO được đặt xung quanh đuôi tên lửa, trông khá giống một khối hộp. Nó được dự tính sẽ sản sinh được một lực đẩy 93.000 lbf (410 kN) sẽ đẩy tên lửa đạt tới vận tốc siêu âm 1.750 foot trên giây (1.190 mph; 530 m/s) tại thời điểm 1,8 giây sau khi tên lửa được phóng đi. Lúc này, động cơ đẩy khởi tốc được tách khỏi thân tên lửa, động cơ tên lửa chính sử dụng nhiên liệu lỏng được kích hoạt, sẽ tăng tốc tên lửa đều đặn đến tốc độ tối đa 2.500 foot trên giây (1.700 mph; 760 m/s), sau đó giảm dần xuống 1.150 foot trên giây (780 mph; 350 m/s).
Trong giai đoạn đầu của chương trình, người ta nhận ra rằng các hệ thống radar hiện có dựa trên phương pháp quét hình nón không cung cấp hiệu suất cần thiết cho một tên lửa tốc độ cao. Các kỹ sư quyết định sử dụng radar monopulse cho hệ thống tên lửa phòng không Nike. Đã có hai hệ thống được chế tạo thử nghiệm, một sử dụng tín hiệu pha, một hệ thống khác sử dụng tín hiệu định thời gọi là "amplitude null system", hệ thống thứ 2 đã được lựa chọn.. Nghiên cứu này dẫn đến việc phát triển các nam châm có thể hòa âm được cho radar băng tần X công suất 250 kilowatt để theo dõi và radar băng tần S công suất 1000 kilowatt để phát hiện mục tiêu. Các thí nghiệm đã chứng minh rằng độ phản hồi tín hiệu radar từ tên lửa ở độ cao lớn bị hạn chế và một bộ phát đáp đã được thêm vào tên lửa để tăng cường độ tín hiệu phản hồi.
Những thay đổi này, và nhiều thay đổi khác, được tóm tắt trong một báo cáo ngày 28 tháng 1 năm 1946. Dự án đề ra bốn đợt phóng thử nghiệm bắt đầu từ năm 1946, với mục đích thiết kế và đưa tên lửa vào chế tạo vào năm 1949.

### Tiến hành thử nghiệm

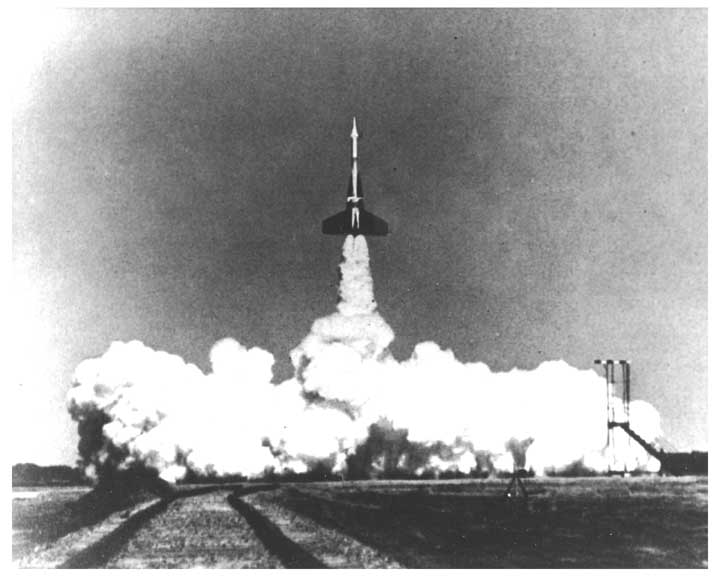
Thiết kế ban đầu của Nike có chùm 8 động cơ JATO, cần những cánh lớn để ổn định.

Các thử nghiệm được diễn ra tại căn cứ thử nghiệm tên lửa White Sands từ ngày 17 tháng 9 năm 1946 đến năm 1948 cho thấy cụm đẩy khởi tốc dùng động cơ JATO gặp nhiều vấn đề.
Cuối cùng, nhóm nghiên cứu buộc phải từ bỏ khái niệm lắp động cơ đẩy khởi tốc theo cụm do luôn xảy ra sự khác biệt nhỏ về lực đẩy giữa các động cơ JATO dẫn đến sự không đối xứng về lực đẩy, dù đã lắp các cánh ổn định rất lớn. Thay vào đó, Nike sử dụng 1 động cơ đẩy khởi tốc Allegheny JATO T39 2,6DS-51.000 lớn hơn đang được phát triển cho Hải quân Mỹ trong Operation Bumblebee. Tầng đẩy này cũng được sử dụng trong tên lửa phòng không RIM-2 Terrier của Hải quân.
Một loạt thử nghiệm mới bắt đầu vào tháng 9 năm 1948 nhưng đến tháng 5 năm 1949 mới dừng lại sau khi một số sửa đổi được thực hiện. Các vấn đề về kinh phí sau đó đã làm trì hoãn chương trình cho đến tháng 1 năm 1950. Từ cuối tháng 1 đến tháng 4, 16 tên lửa khác đã được bắn thử, với kết quả tốt hơn nhiều.

### Sản xuất

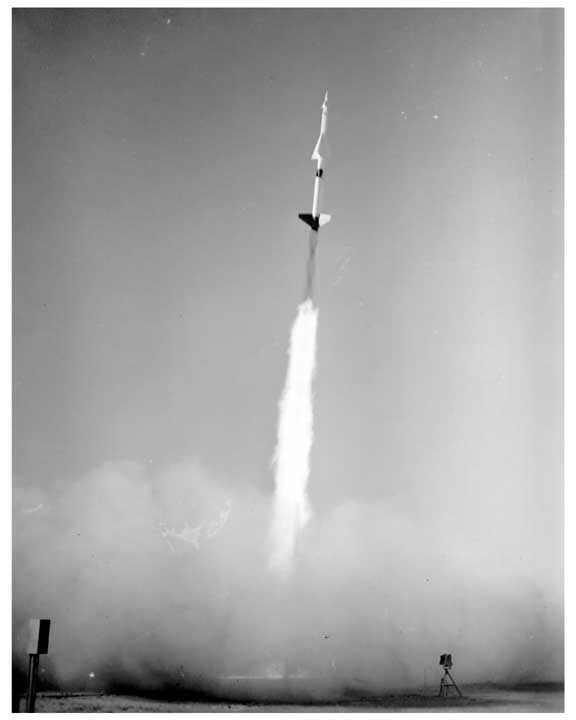
Thử nghiệm phóng tên lửa Nike Ajax với bộ phận đẩy khởi tốc mới.

Việc phát triển tên lửa Nike không phải là một dự án được chú trọng. Tuy nhiên một loạt các sự kiện cuối những năm 1940 đã thay đổi điều này, trong đó có việc Liên Xô thử nghiệm thành công bom nguyên tử năm 1949, sự thắng lợi của phe cộng sản trong nội chiến Trung Quốc, và sự phong tỏa Berlin. Tháng 6/1950, chiến tranh Triều Tiên nổ ra đã buộc quân đội Mỹ phải đẩy nhanh các dự án phát triển vũ khí của mình. Tháng 10 năm 1950 Bộ trưởng Quốc phòng Hoa Kỳ Charles E. Wilson đã bổ nhiệm Kaufman Keller vào vị trí Giám đốc Bộ phận Vũ khí có điều khiển mới được thành lập để tăng tốc độ phát triển vũ khí.

Keller đã xem xét các dự án đang diễn ra khác nhau và quyết định rằng Nike là dự án phát triển tốt nhất. Qua đó dự án phát triển tên lửa Nike được đẩy nhanh và Keller đưa ra mốc đầu tiên gồm 60 trạm phóng và 1.000 tên lửa phải được hoàn thành trước ngày 31 tháng 12 năm 1952, cộng với việc tiếp tục sản xuất 1.000 tên lửa mỗi tháng. Tháng 1 năm 1951, Wilson phê duyệt kế hoạch chế tạo và trang bị tên lửa Nike, mặc dù cần phải thử nghiệm bổ sung.

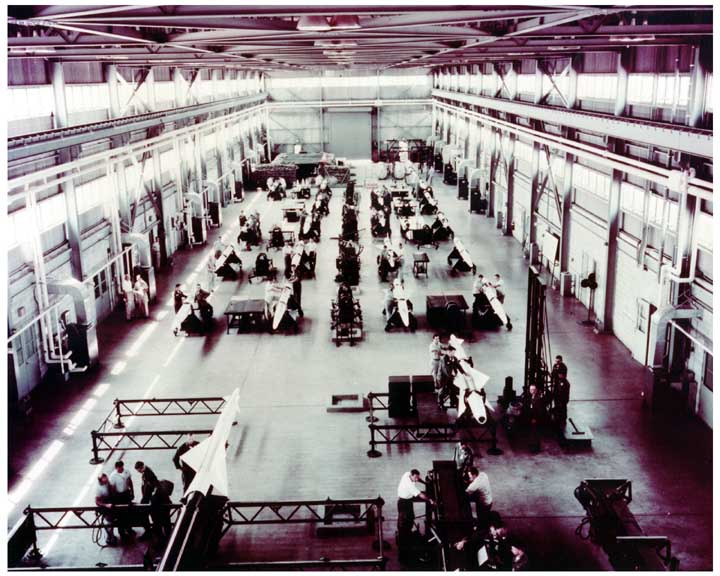
Dây chuyền lắp ráp tên lửa Nike Ajax.

Việc chế tạo bắt đầu được tiến hành từ tháng 8 năm 1952. Tính đến cuối năm, 3 tổ hợp phóng tên lửa đã được hoàn chỉnh cùng với đó là 1000 tên lửa được vận chuyển đến bãi thử nghiệm White Sands. Hệ thống hoàn chỉnh được thiết lập vào tháng 1 năm 1953, và một bệ phóng tên lửa ngầm đã bắn thử nghiệm lần đầu tiên vào ngày 5 tháng 6 năm 1953. Các kíp điều khiển tên lửa được huấn luyện tại Fort Bliss với các tên lửa được phóng về phía White Sands. Tổng cộng đã có 350 tổ hợp tên lửa cùng với 13.714 tên lửa đã được chế tạo gấp rút. Năm 1957, Vệ binh Quốc gia bắt đầu đảm nhiệm vai trò phòng không, thay thế các đơn vị quân đội chính quy tại Bliss.

### Triển khai
Việc triển khai tên lửa Nike I thuộc thẩm quyền của Bộ tư lệnh phòng không lục quân Mỹ (Army Anti-Aircraft Command) (ARAACOM). ARAACOM ban đầu dự tính triển khai tên lửa xung quanh các thành phố và các khu vực quân sự. Tuy nhiên, khi có kế hoạch triển khai tên lửa xung quanh Chicago, các bệ phóng tên lửa bảo vệ thành phố từ phía đông sẽ phải đặt nằm trong phạm vi thành phố do hồ Michigan bao quanh phía Đông thành phố. Hơn nữa, các kịch bản khác nhau đã chứng minh rằng việc bố trí hai lớp so le của các bệ phóng tên lửa sẽ mang lại khả năng bảo vệ tốt hơn nhiều, điều này lập luận rằng một số căn cứ tên lửa sẽ phải nằm gần trung tâm đô thị hơn.
Vì lý do an toàn về tầm bắn, các bãi phóng tên lửa phải có vùng đất trống bao quanh phòng trường hợp vô tình tên lửa rơi hoặc nổ nhiên liệu. Mỗi bãi phóng tên lửa phải có diện tích tối thiểu là 119 mẫu. Đây là một diện tích đất lớn và gây ra khó khăn đối với các nhà quy hoạch. Dẫn đến việc kiến trúc sư thiết kế Leon Chatelain, Jr. đã tiếp tục phát triển một cấu hình bệ phóng đặt ngầm.
Nhờ được đặt ngầm, nên khẩu đội điều khiển tên lửa được bảo vệ khỏi các vụ nổ tên lửa, dẫn đến diện tích đất dành cho mỗi tổ hợp tên lửa giảm xuống còn 40 mẫu. Tổ hợp phóng tên lửa ngầm đã được thử nghiệm thành công tại bãi thử tên lửa White Sands vào năm 1953, ngày 28 tháng 10 năm 1953 ARAACOM đưa ra quyết định hầu hết các tổ hợp tên lửa Nike được đưa vào triển khai sẽ sử dụng cấu hình bệ phóng ngầm. Cấu hình tổ hợp cơ bản gồm bốn bệ phóng trên mặt đất và một khẩu đội đặt ngầm cùng với các tên lửa bổ sung. Các tên lửa được đưa lên mặt đất bằng thang máy, sau đó tên lửa được đẩy bằng tay dọc theo ray dẫn đến các bệ phóng tên lửa. Một căn cứ tên lửa Nike thường bao gồm từ bốn đến sáu tổ hợp cơ bản như vậy.
Căn cứ tên lửa Nike I đầu tiên được xây dựng tại Fort Meade, từ tháng 12 năm 1953, thay thế cho các pháo phòng không M1 cỡ nòng 120 mm. Hệ thống tên lửa Nike được đưa vào hoạt động đầy đủ từ tháng 3/1954, chuyển sang trạng thái chiến đấu 24/24 từ ngày 30 tháng 5. Vào ngày 15 tháng 11 năm 1956, tên lửa chính thức được đổi tên thành Nike Ajax.
Trong 4 năm tiếp theo, 265 khẩu đội đã được triển khai tại hầu hết các thành phố lớn ở miền Bắc và các thành phố ven biển. Lục quân Mỹ đã loại bỏ 896 khẩu pháo phòng không điều khiển bằng radar, chỉ giữ lại một số ít ụ pháo 75 mm Skysweeper-loại pháo phòng không duy nhất còn được Mỹ sử dụng. Pháo 75 mm Skysweepers đã bị loại biên vào năm 1960.
Một số tên lửa Nike Ajax đã vô tình bị phát nổ tại một căn cứ tên lửa ở Leonardo, New Jersey ngày 22 tháng 5 năm 1958, giết chết 6 lính và 4 dân thường. Người ta đã dựng đài tưởng niệm cho sự kiện này tại Fort Hancock.

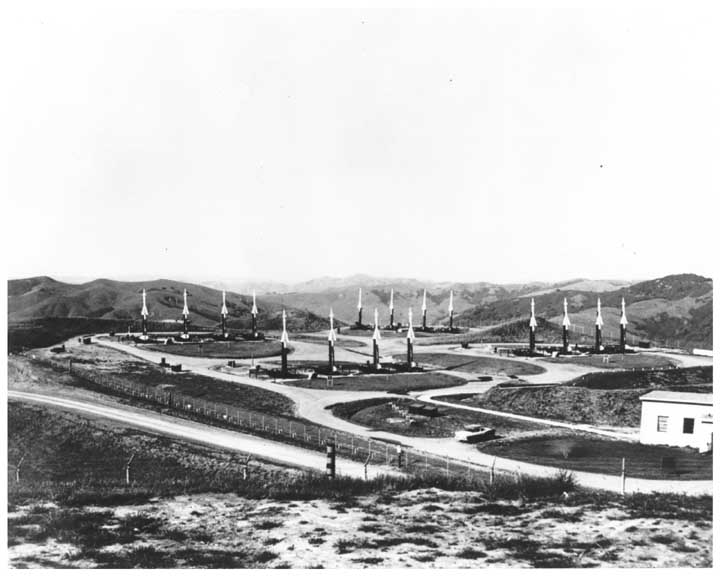
Căn cứ tên lửa Nike Ajax trong trạng thái trực chiến, với 16 tên lửa trên bệ phóng. Bức ảnh được chụp dường như là từ khu vực điều khiển, vốn được tách biệt với khu vực phóng tên lửa, giúp cho radar có thể quan sát được các tên lửa khi phóng lên.
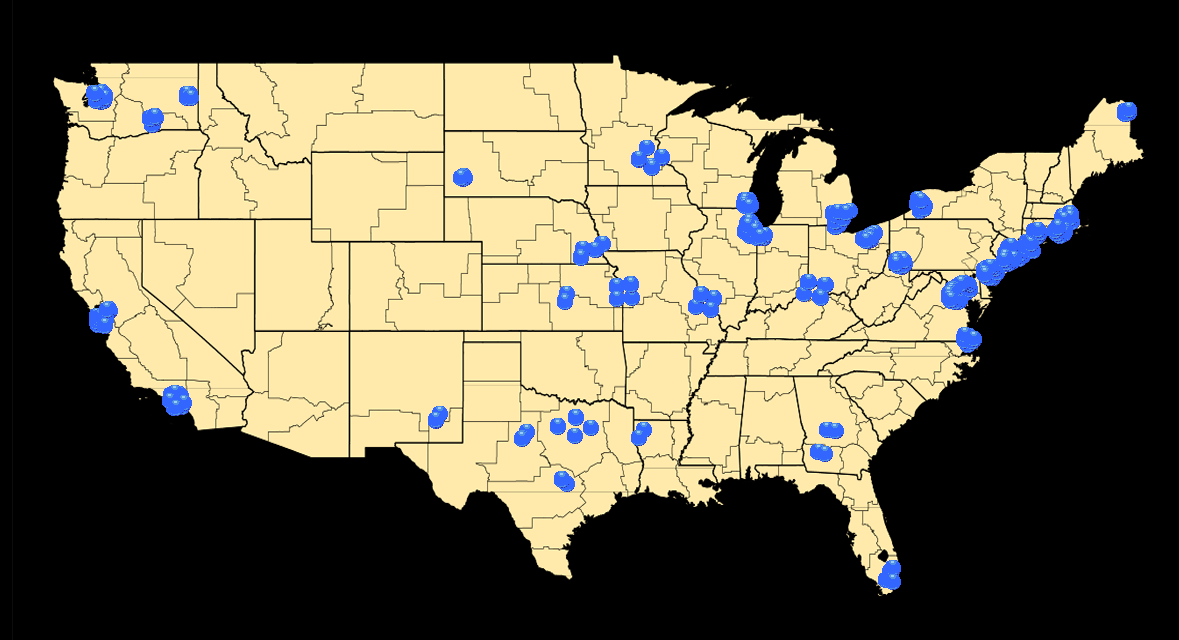
Vị trí các căn cứ tên lửa Nike

### Nike Hercules

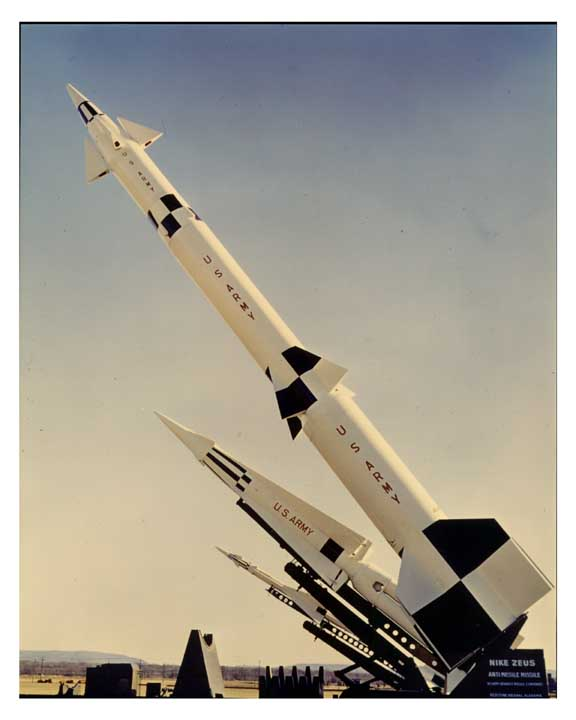
Dòng tên lửa phòng không Nike: Tên lửa Zeus B, Hercules và Ajax theo thứ tự từ trước ra sau.

Ngay từ tháng 4 năm 1952, các nhà lập kế hoạch đã bày tỏ lo ngại về khả năng của tên lửa Ajax trong việc đánh chặn mục tiêu trong một đội hình máy bay lớn. Màn hiển thị Radar của Nike sẽ chỉ hiển thị như một mục tiêu lớn duy nhất, không có độ phân giải để phân biệt từng chiếc máy bay mục tiêu. Hơn nữa phạm vi sát trương của đầu đạn nhỏ hơn độ phân giải của radar nên nó sẽ không có khả năng bay đến đủ gần mục tiêu để gây sát thương. Điều này dẫn đến giải pháp trang bị một đầu đạn hạt nhân cho tên lửa Nike, đảm bảo có thể gây sát thương lên toàn bộ đội hình máy bay địch chỉ với một quả đạn. Bell đã cân nhắc hai lựa chọn; một là sử dụng đầu đạn WX-9 trên tên lửa "Nike Ajax" hiện có, trong khi một tên lửa có kích thước lớn hơn, với đầu đạn XW-7 mà sau này là tên lửa "Nike Hercules". Lục quân Mỹ đã lựa chọn cấu hình tên lửa Hercules, và ra lệnh tiến hành phát triển nó vào tháng 12 năm 1952. Vào thời điểm này, các tên lửa được đặt tên Nike I và Nike B. Sau này, Nike I được đổi tên thành Nike Ajax còn Nike B trở thành Nike Hercules.

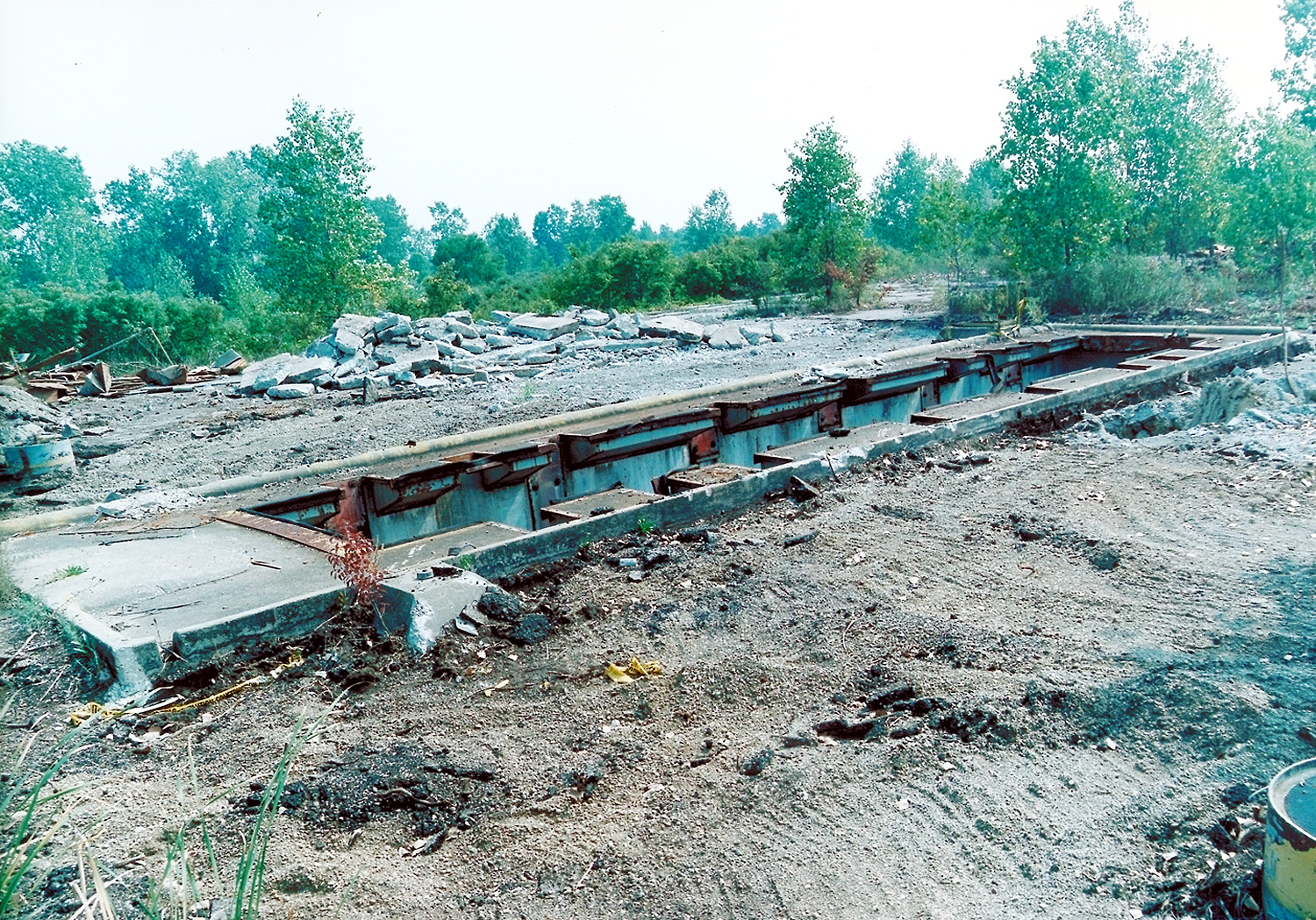
Bệ phóng tên lửa Nike D-57/58 được sử dụng cho cả tên lửa Ajax và Hercules cho đến năm 1974.

Tên lửa Nike B có tầng đẩy tên lửa sử dụng nhiên liệu rắn. Nên phần thân lớn hơn và nặng hơn. Do đó, để đẩy tên lửa lên không trung, cần thiết kế lại tầng đẩy khởi tốc, sử dụng một cụm bốn tên lửa đẩy khởi tốc của Nike Ajax ghép lại với nhau. Tên lửa mới có độ cao đánh chặn đạt hơn 100.000 foot (30 km) và cự ly đánh chặn 75 dặm (121 km). Radar tìm kiếm tầm xa mới-HIPAR được đưa vào sử dụng, nhưng radar AQU vẫn được giữ lại, và đổi tên thành LOPAR. Radar bắt bám cũng được nâng cấp tăng công suất. Nike Hercules được vận hành giống như tên lửa Nike Ajax, và được thiết kế để dùng chung căn cứ cũ của tên lửa Ajax, sử dụng chung cả bệ phóng và các cơ sở ngầm của Ajax.
Việc chuyển đổi từ Ajax sang Hercules bắt đầu vào tháng 6 năm 1958. Do Hercules có tầm bắn và phạm vi bảo vệ lớn hơn nên số căn cứ tên lửa cũng ít hơn, khi chỉ cần tổng cộng 134 căn cứ tên lửa Hercules so với 240 căn cứ tên lửa Ajax. Căn cứ tên lửa Ajax tại Norfolk, Virginia, là căn cứ Ajax cuối cùng của Mỹ, dừng hoạt động vào tháng 11/1963. Tên lửa Ajax vẫn còn trong trang bị của các nước đồng minh của Mỹ, ví dụ Lực lượng phòng vệ Nhật Bản vẫn còn trang bị tên lửa này cho đến khi chúng được thay thế bởi Nike J, một phiên bản tên lửa Hercules vào những năm 1970.
Khi nhóm thiết kế Bell Nike còn đang làm việc với mẫu thiết kế tên lửa Hercules, bản chất của mối đe dọa chiến lược đã thay đổi. Vào cuối những năm 1950, mối đe dọa chủ yếu là ICBM còn các mối đe dọa từ máy bay ném bom được xếp vào thứ yếu. Ngay cả trước khi tên lửa Hercules được triển khai, Bell một lần nữa được yêu cầu xem xét giải pháp đánh chặn ICBM. Họ kết luận Nike B (Hercules) có thể trở thành tên lửa chống đạn đạo với tương đối ít thay đổi đối với thiết kế của tên lửa. Thay vào đó, vai trò phòng thủ ICBM đòi hỏi những nâng cấp lớn đối với radar và máy tính. Những nỗ lực nâng cấp này đã khai sinh dự án Nike II vào năm 1958, sau này trở thành Hệ thống phòng thủ tên lửa Nike Zeus. Tuy nhiên, không giống như Nike Ajax và Nike Hercules, Nike Zeus không được đưa vào hoạt động đầy đủ, do nó không có khả năng đánh chặn nhiều đầu đạn cùng lúc, các vấn đề về kỹ thuật và chi phí dành cho chương trình quá lớn. Việc phát triển Nike Zeus đã bị hủy bỏ vào tháng 1 năm 1963.

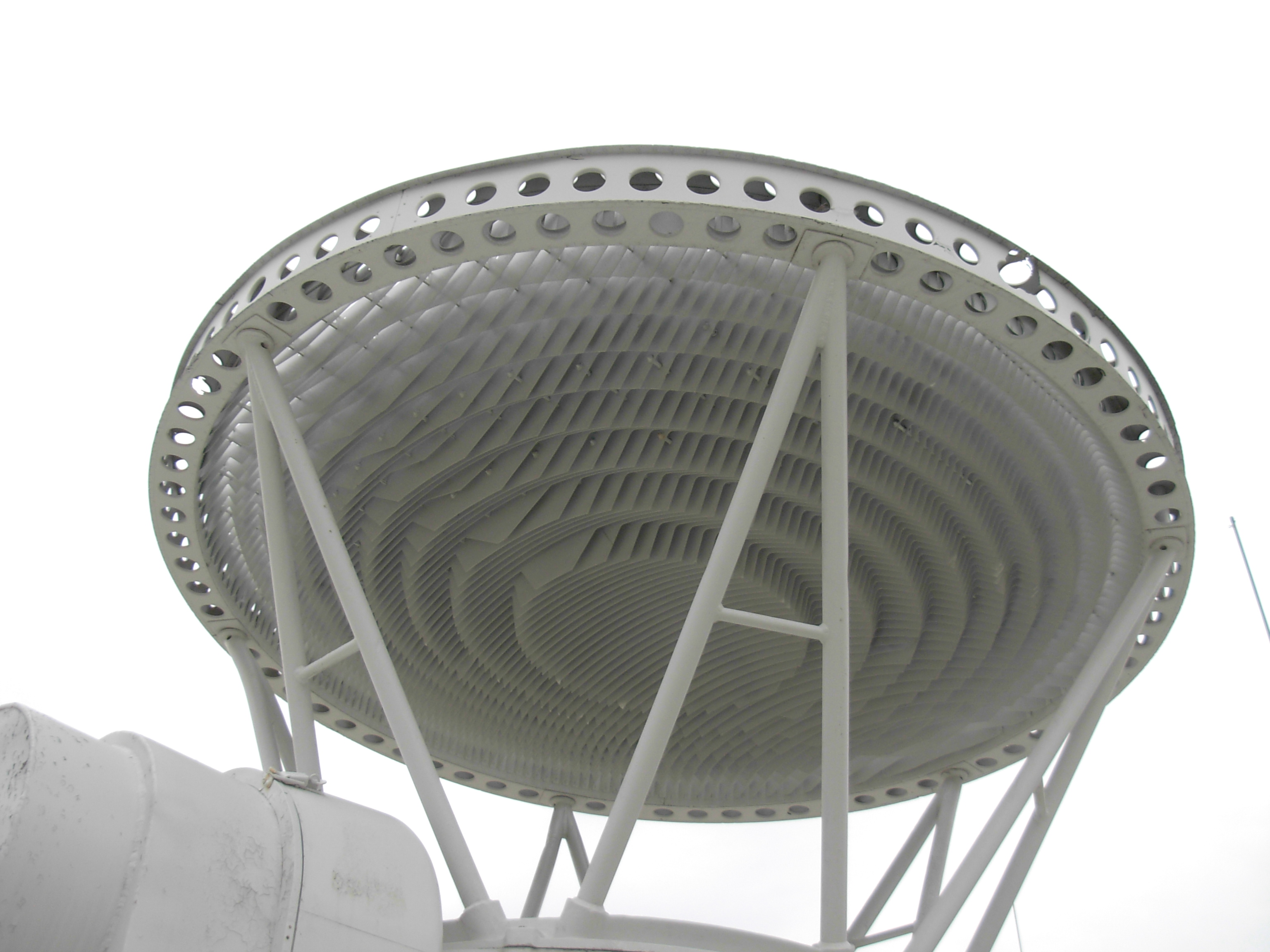
Các radar TTR và MTR sử dụng Thấu kính Fresnel làm từ các tấm kim loại dầy.
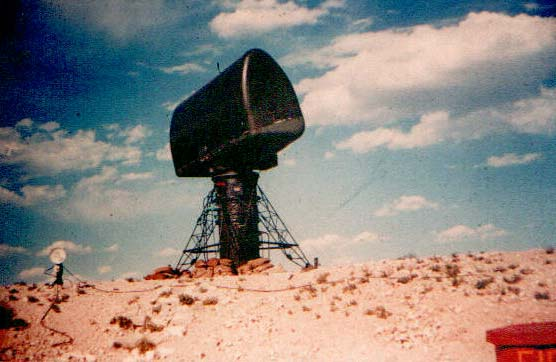
Radar ACQ là radar dò tìm chính của Ajax, và cũng đảm nhận dò tìm tầm ngắn trong hệ thống phòng không Hercules dưới cái tên LOPAR.
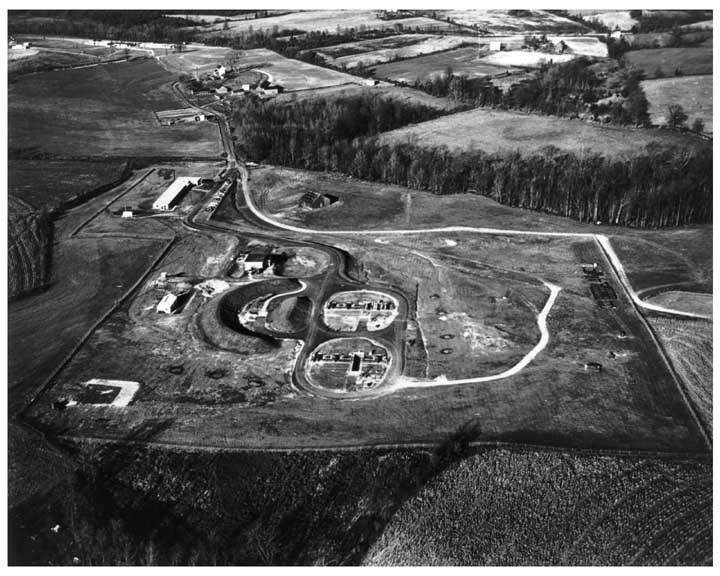
Một căn cứ tên lửa Ajax. Các lỗ mở hình chữ nhật là các thang nâng tên lửa từ các khu vực chứa chúng dưới lòng đất và bốn bệ phóng là các ô vuông nhỏ ở hai bên. Bên trái các bệ phóng là khu vực tiếp nhiên liệu, được bao bọc bởi một bờ cao để phòng trường hợp một trong hai tên lửa phát nổ.

### Sách vở
- Cagle, Mary (ngày 30 tháng 6 năm 1959). Nike Ajax Historical Monograph. U.S. Army Ordnance Missile Command.
- Federation of American Scientists (ngày 20 tháng 6 năm 1999). “Nike Ajax (SAM-A-7) (MIM-3, 3A)”.
- Leonard, Barry (2011). History of Strategic and Ballistic Missile Defense: Volume II: 1956–1972. DIANE Publishing.
- Lonnquest, John; Winkler, David (tháng 11 năm 1996). To Defend and Deter: The Legacy of the United States Cold War Missile Program. USACERL Special Report 97/01. Bản gốc lưu trữ ngày 6 tháng 10 năm 2012. Truy cập ngày 1 tháng 6 năm 2021.
- Morgan, Mark; Berhow, Mark (ngày 1 tháng 6 năm 2002). Rings of Supersonic Steel: Air Defenses of the Uniter States Army 1950–1979. Hole In The Head Press. ISBN 9780615120126.
- Westerman, Edward (2001). Flak: German Anti-Aircraft Defenses, 1914–1945 (PDF). University Press of Kansas. ISBN 0700614206.
- Walker, James; Bernstein, Lewis; Lang, Sharon (2010). Seize the High Ground: The U. S. Army in Space and Missile Defense (PDF). Washington, D.C.: Center of Military History. ISBN 9780813128092. Bản gốc (PDF) lưu trữ ngày 17 tháng 2 năm 2013. Truy cập ngày 13 tháng 5 năm 2013.